# Списак аустроугарских бојних бродова
Списак бојних бродова у служби аустроугарске ратне морнарице:

## Оклопњаче
- Тегетоф/Марс (1878—1920) (изрезан у Италији)
- Кронпринц Ерцхерцог Рудолф (1886—1922) (изрезан у Краљевини СХС)
- Кронпринцесин Ерцхерцогин Стефани (1887—1920) (изрезан у Италији)

### Класа Монарх - обалне оклопњаче
- Монарх (1895. - ?.) (изрезан у Уједињеном Краљевству)
- Вјен (1895—1917) (потопљен од стране Италијана)
- Будапест (1896. - ?.)

## Преддредноти

### Класа Хабзбург
- Хабзбург (1900—1921) (изрезан у Италији)
- Арпад (1901—1921) (изрезан у Италији)
- Бабенберг (1902—1921) (изрезан у Италији)

### Класа Ерцхерцог
- Ерцхерцог Карл (1903—1921) (изрезан у Тунису након насукавања)
- Ерцхерцог Фридрих (1904—1921) (изрезан у Италији)
- Ерцхерцог Фердинанд Макс (1910—1921) (изрезан у Италији)

### Класа Радецки
- Ерцхерцог Франц Фердинанд (1908—1921) (изрезан у Италији)
- Радецки (1909—1926) (изрезан у Италији)
- Зрињи (1910—1921) (изрезан у Италији)

## Дредноти

### Класа Тегетоф/Вирибус Унитис
- Вирибус Унитис (1911—1918) (потопљен од стране Италијана)
- Принц Еуген (1912—1922) (потопљен као мета за топове у Француској)
- Тегетоф (1912—1925) (изрезан у Италији)
- Сент Иштван (1914—1918) (потопљен од стране Италијана)